# Ząbkowice Śląskie (stacja kolejowa)
Ząbkowice Śląskie – stacja kolejowa w Ząbkowicach Śląskich, w województwie dolnośląskim, w Polsce położona na kilometrze 187.08 linii kolejowej nr 137 z Katowic do Legnicy. Według klasyfikacji PKP ma kategorię dworca lokalnego.

## Ruch pasażerski
| Rok  | Wymiana pasażerska na dobę |
| ---- | -------------------------- |
| 2017 | 100-149                    |
| 2022 | 200-299                    |

## Historia
Dworzec otwarto 1 listopada 1858. Przez 16 lat stanowił stację końcową. Planowano tędy przeprowadzić linię kolejową Wrocław-Międzylesie, ale ostatecznie wybrano wariant przez Kamieniec Ząbkowicki. 1 kwietnia 1874 linię doprowadzono do Kamieńca Ząbkowickiego i jeszcze w tym samym roku przedłużono do Goświnowic, a w następnych latach w kierunku Górnego Śląska.
W latach 1910–1911 odcinek Dzierżoniów-Kamieniec Ząbkowicki został przebudowany na dwutorowy. Jeden tor został rozebrany w 1945. Po wojnie Ząbkowice miały połączenia z Krakowem, Katowicami, Legnicą, Kondratowicami, Nysą, Jelenią Górą, Zieloną Górą i Jaworzyną Śląską.
Obecnie kursuje 18 pociągów osobowych w relacji Kłodzko Miasto/Kraków Główny/Kamieniec Ząbkowicki - Jaworzyna Śląska/Legnica/Jelenia Góra. Trasa jest także wykorzystywana przez pociągi towarowe.
27 i 28 września 2008 r. odbyły się obchody 150. rocznicy otwarcia kolei w Ząbkowicach Śląskich.